# L'amore canta
L'amore canta  è un film del 1941 diretto da Ferdinando Maria Poggioli.

## Trama
Alberto, un giovane direttore di un complesso musicale, che intrattiene gli avventori in un caffè, incontra un'indossatrice, Vera, di cui si innamora, riamato. Senza conoscere bene la reciproca vita privata, si credono appartenenti a due ricche famiglie, ma nessuno di loro due ha il coraggio di dire la verità.
Solo dopo una svariata serie di contrattempi, i due confessano il loro umile stato convolando alla fine al matrimonio.

## Produzione
Prodotto da Roberto Dandi per REALCINE in associazione con I.C.I., il film girato alla FERT di Torino con l'organizzazione di Dino De Laurentiis, la sceneggiatura di Pietro Germi, i dialoghi di Salvator Gotta, uscì nelle sale nel settembre del 1941.

## Critica
Nella pagine del Corriere della Sera del 20 dicembre 1941, « Film di ordinaria amministrazione, basata su una situazione non nuova con trovate non numerose. Vi manca forse quel movimento estroso e scintillante, che in questo genere di film è essenziale: e inoltre non sarebbe male se in bocca ai due protagonisti si fosse messo un dialogo meno andante. Ma nell'insieme si raggiunge il decoro »